# Schumacher (cràter)

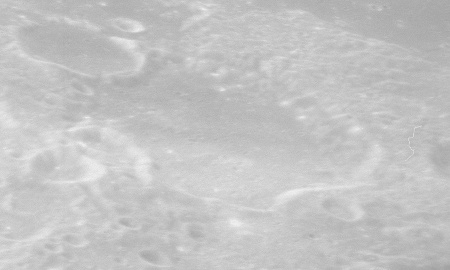
Fotografia de la missió Apol·lo 16

Schumacher és un cràter d'impacte que es troba en la part nord-est de la Lluna, just al nord de la plana emmurallada del cràter Messala. Les dues formacions estan separades per una franja rugosa de terreny de menys de 10 quilòmetres d'amplària, bisecada per un parell de petits cràters units entre si. El membre nord d'aquesta parella travessa la vora sud de Schumacher, aconseguint el sòl interior.

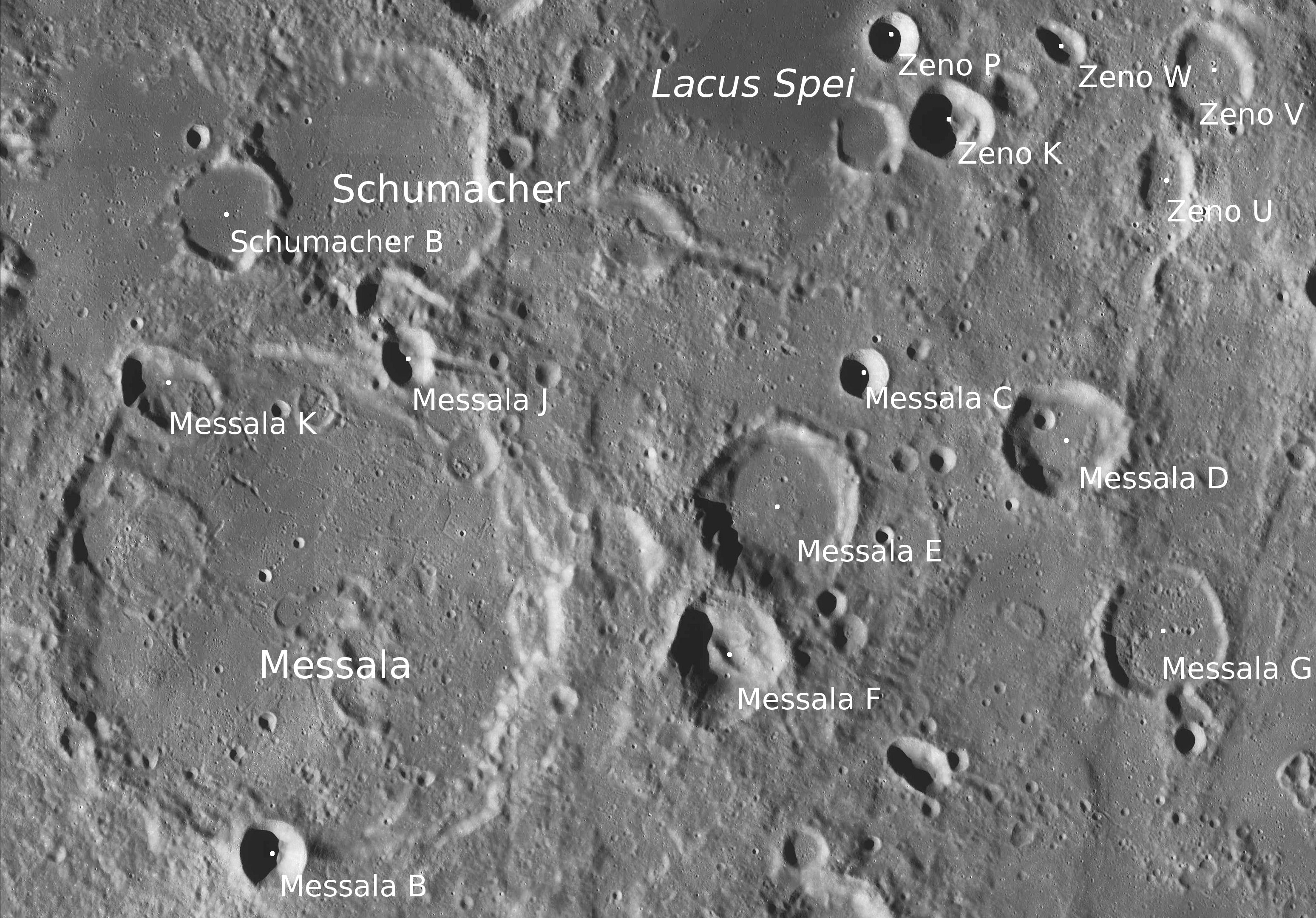
Entorn de Schumacher. Fotografia de la missió Lunar Reconnaissance Orbiter.

La vora d'aquest cràter forma un anell erosionat, interromput en el costat occidental pel cràter inundat de lava Schumacher B. La paret interior nord-oest presenta un moderat terraplenat. La vora també és entallada en el costat oriental per un parell de protuberàncies cap a l'exterior. El sòl interior d'aquest cràter ha estat regenerat per la lava basàltica, formant una planícia, gairebé sense trets destacables. El sòl és una mica més fosc en la meitat occidental, atès que l'albedo de la meitat oriental coincideix amb el del terreny lunar circumdant.

## Cràters satèl·lit
Per convenció aquests elements són identificats en els mapes lunars posant la lletra en el costat del punt central del cràter que està més proper a Schumacher.
|            | \| Schumacher \| Coordenades \| Diàmetre \| \| ---------- \| ------------------------------------ \| -------- \| \| B \| 42° 06′ N, 59° 24′ E / 42.1°N,59.4°E \| 24 km \| |          |
| Schumacher | Coordenades | Diàmetre |
| B          | 42° 06′ N, 59° 24′ E / 42.1°N,59.4°E | 24 km    |